# GE AC6000CW形ディーゼル機関車
GE AC6000CWは、GEトランスポーテーション・システムが1995年から2001年まで製造した6000馬力の電気式ディーゼル機関車である。EMDのSD90MACと並ぶ世界で最も強力な1エンジン搭載のディーゼル機関車であり、その性能は3300馬力のエンジンを2基搭載するEMD DDA40Xに匹敵する。

## 解説
EMDが1995年に製造したSD90MACの対抗車種として登場したディーゼル機関車で、車体構造はAC4400CWの設計を基本としている。軸配置は6動軸のC-Cで1軸1インバータ方式を採用、エンジン以外の基本設計と電装品はAC4400CWと同様であるが、相違点として全長が3フィート長くなり、車体後部のラジエターが大型化されている点が挙げられる。
GEは1994年よりドイツのMWMと共同で7HDL系エンジンを開発、このエンジンを搭載したAC6000CWの第1号機として緑色塗装の"Green Machine（グリーンマシーン）"と呼ばれるGEのデモ機6000号が落成した。1995年より量産が開始され、初回生産分としてCSXトランスポーテーション（CSX）に3両、ユニオン・パシフィック鉄道（UP）に9両が納入された。1999年にはオーストラリアの鉱山鉄道であるBHPビリトン向けに8両が輸出され、西オーストラリアのピルバラ地域で採掘される鉄鉱石の輸送に使用されている。
初期導入車は7HDL系エンジンの不具合が頻発し、GEは暫定処置としてAC6000CWに従来型の7FDL系4400馬力(3,300 kW)エンジンを搭載し、本来の6000馬力エンジンの問題解決後に換装できるよう考慮された"Convertible（コンバーチブル）"モデルを開発した。このモデルはユニオン・パシフィック鉄道に106両が納入され、同社の社内呼称としてC6044ACの型式が付与されている。
エンジンの不具合が解決した1998年より生産を再開したが、2001年に生産を終了した。本機で採用されたHDLエンジンはV型12気筒のGEVOエンジンに発展し、エボリューション・シリーズに搭載された。AC6000CWの後期製造車の一部にもGEVOエンジンを搭載した車両が存在する。

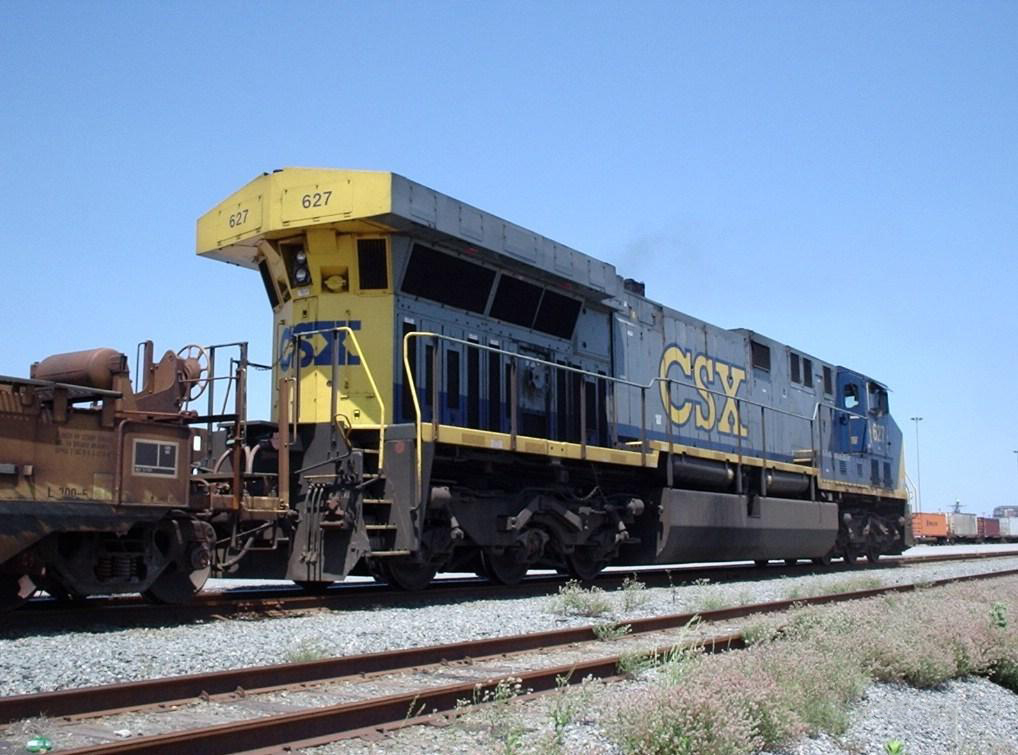
車両後部のキノコ状の部分はラジエター。
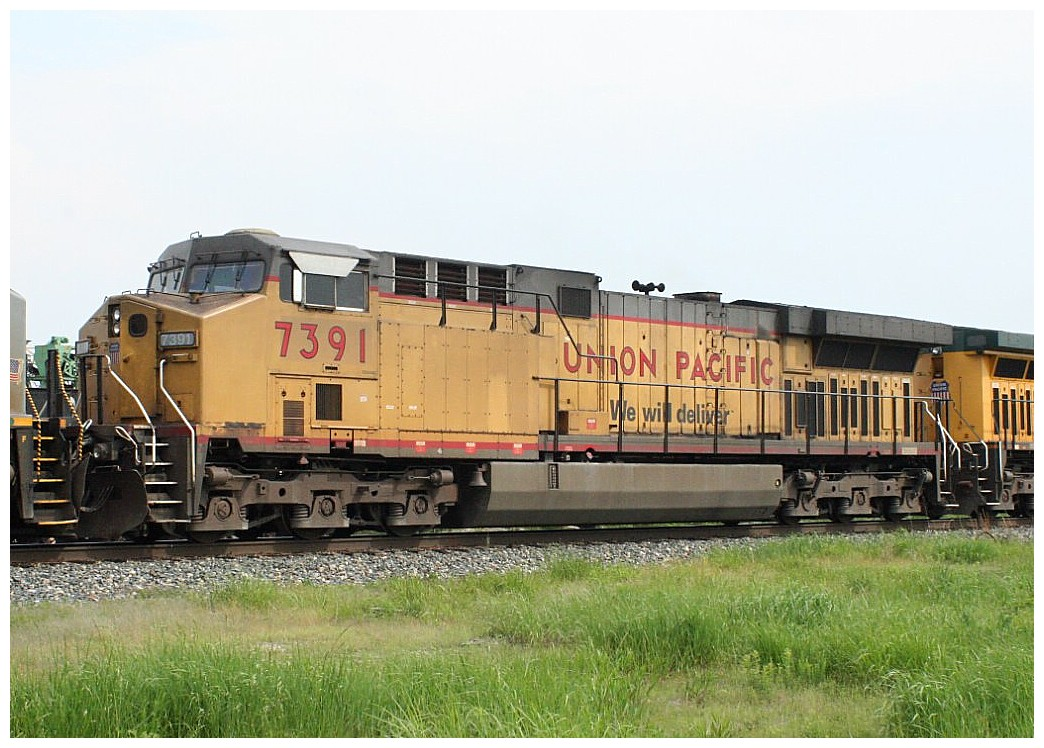
UPのC6044AC、7391号（コンバーチブル）
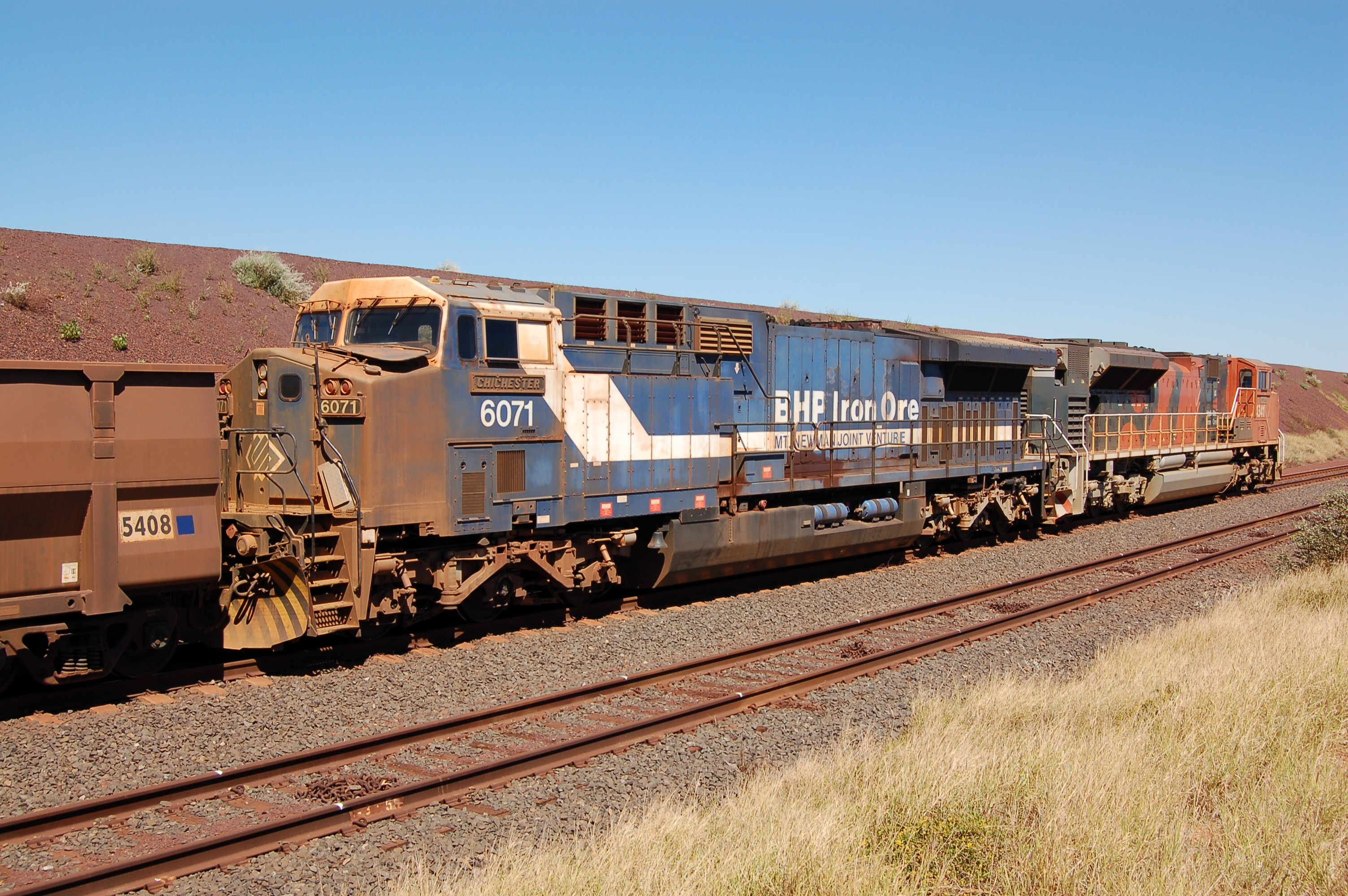
BHPビリトンのAC6000CW。右側の機関車はEMDのSD70ACe。

## 導入事業者
2006年現在、AC6000CWを所有する運営会社および所有両数は下記のとおり。
| 鉄道会社                                     | 両数 | 備考                                   |
| -------------------------------------------- | ---- | -------------------------------------- |
| CSXトランスポーテーション                    | 117  | 社内呼称はCW60AC。                     |
| ユニオン・パシフィック鉄道（従来車）         | 80   | 社内呼称はC60AC、エンジンは7FDL-16。   |
| ユニオン・パシフィック鉄道（コンバーチブル） | 112  | 社内呼称はC6044AC、エンジンは7HDL-16。 |
| BHPビリトン                                  | 8    |                                        |